# Nana (amérindien)
Pour les articles homonymes, voir Nana.
Nana était un chef apache du peuple Chiricahua. Né aux environs de 1800, il était le neveu de Delgadito et épousa une sœur de Geronimo. 
Nana commença à faire ses armes auprès de Mangas Coloradas. À la mort de celui-ci, il se rangea aux côtés de Victorio, autre chef de guerre, qu'il seconda dans toutes les batailles. D'une génération antérieure à celle de Victorio, il était donc déjà âgé lorsqu’il prit part aux combats avec les deux grands chefs apaches.
Pourtant, en 1881, alors qu’il avait environ 80 ans, accompagné de seulement 15 à 40 guerriers, il couvrit 1 500 km (dont une partie avec Lozen, la sœur de Victorio) durant lesquels il livra une douzaine de combats, tuant entre 30 et 50 soldats américains. Il captura également 200 chevaux et mulets. 
Il accompagna Geronimo dans ses dernières années de lutte contre l'armée américaine, d'abord en 1883, puis, lors de sa deuxième évasion de la réserve en 1885. Il se rendit finalement au général George Crook en mars 1886.
Prisonnier de guerre à Fort Marion en Floride, puis à Mount Vernon en Oklahoma, il mourut à Fort Sill, en Oklahoma, le 19 mai 1896. Il avait près de 100 ans. Sa veuve mourut en 1907.